# Pemphigonotus peculiaris
Pemphigonotus peculiaris är en tvåvingeart som beskrevs av Curtis W. Sabrosky 1955. Pemphigonotus peculiaris ingår i släktet Pemphigonotus och familjen fritflugor. Inga underarter finns listade i Catalogue of Life.